# 30553 Arcoverde
30553 Arcoverde è un asteroide della fascia principale. Scoperto nel 2001, presenta un'orbita caratterizzata da un semiasse maggiore pari a 2,563206 UA e da un'eccentricità di 0,120852, inclinata di 2,983856° rispetto all'eclittica.